# Műugrás az 1988. évi nyári olimpiai játékokon
Az 1988. évi nyári olimpiai játékokon a műugrásban négy bajnokot avattak, két férfi és két női számban.

## Éremtáblázat
(A táblázatokban a rendező ország csapata eltérő háttérszínnel, az egyes számoszlopok legmagasabb értéke, vagy értékei vastagítással kiemelve.)
| Az 1988. évi nyári olimpiai játékok éremtáblázata műugrásban | Az 1988. évi nyári olimpiai játékok éremtáblázata műugrásban | Az 1988. évi nyári olimpiai játékok éremtáblázata műugrásban | Az 1988. évi nyári olimpiai játékok éremtáblázata műugrásban | Az 1988. évi nyári olimpiai játékok éremtáblázata műugrásban | Olimpia  |
| ------------------------------------------------------------ | ------------------------------------------------------------ | ------------------------------------------------------------ | ------------------------------------------------------------ | ------------------------------------------------------------ | -------- |
|                                                              | Ország                                                       | Arany                                                        | Ezüst                                                        | Bronz                                                        | Összesen |
| 1.                                                           | Kína (CHN)                                                   | 2                                                            | 3                                                            | 1                                                            | 6        |
| 2.                                                           | Egyesült Államok (USA)                                       | 2                                                            | 1                                                            | 2                                                            | 5        |
|                                                              |                                                              |                                                              |                                                              |                                                              |          |
| 3.                                                           | Mexikó (MEX)                                                 | 0                                                            | 0                                                            | 1                                                            | 1        |
|                                                              |                                                              |                                                              |                                                              |                                                              |          |
| Összesen                                                     | Összesen                                                     | 4                                                            | 4                                                            | 4                                                            | 12       |

## Érmesek

### Férfi számok
| Az 1988. évi nyári olimpiai játékok érmesei férfi műugrásban |                                           |                                         |                                       |
| Versenyszám                                                  | Arany                                     | Ezüst                                   | Bronz                                 |
| Műugrás                                                      | Gregory Louganis · Egyesült Államok (USA) | Tan Liang-tö (Tan Liangde) · Kína (CHN) | Li Tö-liang (Li Deliang) · Kína (CHN) |
| Toronyugrás                                                  | Gregory Louganis · Egyesült Államok (USA) | Hsziung Ni (Xiong Ni) · Kína (CHN)      | Jesus Mena · Mexikó (MEX)             |

### Női számok
| Az 1988. évi nyári olimpiai játékok érmesei női műugrásban |                                       |                                           |                                              |
| Versenyszám                                                | Arany                                 | Ezüst                                     | Bronz                                        |
| Műugrás                                                    | Kao Min (Gao Min) · Kína (CHN)        | Li Csing (Li Qing) · Kína (CHN)           | Kelly McCormick · Egyesült Államok (USA)     |
| Toronyugrás                                                | Hszü Jen-mej (Xu Yanmei) · Kína (CHN) | Michele Mitchell · Egyesült Államok (USA) | Wendy Lian Williams · Egyesült Államok (USA) |